# Licence artistique
La licence artistique ne doit pas être confondue avec l'Artistic License, licence de logiciel. La licence artistique désigne la liberté que peut prendre l'auteur d'une œuvre avec la réalité, les règles ou la cohérence. La Licence artistique est la déformation délibérée des règles ou des conventions pour des raisons esthétiques. La licence artistique est une extension de la licence poétique.